# Esther Drenthe
Esther Clarita Drenthe (18 januari 1964) is een Nederlandse actrice.

## Biografie
Drenthe is opgegroeid in het Noord-Hollandse Schagen. Ze is het vierde en jongste kind van een Curaçaose moeder en Surinaamse vader, die in 1948 naar Nederland kwamen.
Na het VWO deed Drenthe een jaar de Vrije Academie voor Beeldende Kunst in Den Haag. In 1987 voltooide zij de opleiding logopedie aan de Hogeschool van Amsterdam. Sinds 1989 is zij actief als actrice.

### Televisie en film
In 1999 was Drenthe vertelster in de kinderserie Bijbelse Beesten van de NCRV.
Op het toneel was Drenthe onder meer te zien in A Plastic State of Mind onder regie van Gavin-Viano Fabri, Wilde wespen en verboden vruchten van Karen Johnson waarin ze de rol van zwarte slavin Jacoba speelde en Hippolutos onder regie van Agaath Witteman.
Drenthe trad op in diverse televisieprogramma's. Naar aanleiding van Drenthe's optreden in Unit 13, beschreef de VARAgids haar lovend als een “nieuwe ster”. Zelf noemde Drenthe haar eerste grotere rol in een televisiedrama leerzaam. Verder speelde zij in tv-series als Onderweg naar morgen, Goede tijden, slechte tijden, Hoe mijn keurige ouders in de bak belandden en Smeris. Bij Smeris was ook haar broer, filmproducent Michel Drenthe, betrokken.
Ze is te zien in reclames van onder andere Specsavers, Honig en Friesland Campina. Ze speelde in meerdere films, zoals De Swarte Ingel (2006), On Being a Scientist en Lobi Singi.

### Overig
Behalve in speelfilms speelt Drenthe ook in bedrijfsfilms. Verder is zij actief als trainingsactrice. Ze verricht haar werk niet alleen in Nederland, maar ook in de Caribische delen van het Nederlands Koninkrijk.

## Filmografie

### Film
- 1989: Alaska, als winkelmeisje
- 2006: Kinkerstraat, als juf
- 2007: Niet van steen, als Elze van Veen
- 2008: Patrick's koninkrijk, als moeder
- 2015: Lobi Singi, als mevrouw Steenstra
- 2016: On Being a Scientist, als Karen

### Televisie
- 1998-1999: Unit 13, als Alexandra Maas
- 1999: Goudkust, als verpleegkundige en binnenhuisarchitecte
- 2003: Goede tijden, slechte tijden, als dokter Sweegers
- 2007: Onderweg naar Morgen, als Farah Din Jafari
- 2008: Station Urbantime, als mevrouw Slagmaat
- 2020: Smeris, als politieagent Winnie
- 2021: Hoe mijn keurige ouders in de bak belandden, als voorzitter
- 2021: Goede tijden, slechte tijden, als rechter
- 2022: Modern Love Amsterdam, als rechter
- 2024: De Ring, als Henriëtte Reimers
- 2024: Hein, als arts